# Tako se kalio čelik
Pour plus de détails, voir Fiche technique et Distribution.
Tako se kalio čelik est un film yougoslave réalisé par Želimir Žilnik, sorti en 1988.

## Synopsis
Un ouvrier d'aciérie, Leo, essaie de vivre une vie sans souci, mais l'usine dans laquelle il travaille commence à péricliter. Il commence également une relation avec une femme mariée, Verica.

## Fiche technique
- Titre : Tako se kalio čelik
- Réalisation : Želimir Žilnik
- Scénario : Branko Andric et Želimir Žilnik
- Photographie : Miodrag Milošević
- Montage : Slobodan Jandric
- Production : Svetozar Udovicki
- Société de production : Terra Film
- Pays :  Yougoslavie
- Genre : Drame
- Durée : 101 minutes
- Date de sortie : 
  - Yougoslavie : 1988

## Distribution
- Lazar Ristovski : Leo
- Relja Basic : Misel
- Ljiljana Blagojevic : Ruza
- Djerdj Fejes
- Jovica Milosevic : Livac
- Dragomir Pesic
- Mihajlo Pleskonjic : Radnik
- Tatjana Pujin : Lili
- Jovan Ristovski
- Dobrila Sokica
- Lidija Stevanovic
- Snezana Visnjic

## Distinctions
Le film a été présenté en sélection officielle en compétition au Festival international du film de Moscou 1989.